# Ass Worship
 Pour plus de détails, voir Fiche technique et Distribution
Ass Worship est une série américaine de films pornographiques réalisée par Jules Jordan et produite par les studios Evil Angel depuis 2001. Elle comprend principalement des scènes de gonzo anal. En 2015, la série compte 16 films.
Ass Worship a obtenu plusieurs AVN Awards du meilleur contenu anal et de la meilleure série anale. Certains films de la série ont été nommés aux AVN Awards.

## Actrices
- Ass Worship (2001) : Belladonna, Jade Marcela, Kaylee, Jewel De'Nyle, Sandy Knight
- Ass Worship 2 (2002) : Belladonna, Amber Michaels, Ryan Conner, Aurora Snow, Shyla Stylez
- Ass Worship 3 (2002) : Ryan Conner, Alaura Eden, Linda Friday, Gauge, Jeanie Rivers
- Ass Worship 4 (2003) : Ayana Angel, Linda Friday, Katja Kassin, Olivia O'Lovely, Austin O'Riley
- Ass Worship 5 (2003) : April Flowers, Kaylynn, Tiffany Mynx, Olivia O’Lovely, Lauren Phoenix, Mika Tan
- Ass Worship 6 (2004) : August Night, Vanessa Blue, Jada Fire, Gia Paloma, Jayna Oso, Katja Kassin
- Ass Worship 7 (2005) : Flower Tucci, Brooke Haven, Katsuni, Vanessa Lane, Gia Paloma, Lauren Phoenix
- Ass Worship 8 (2005) : Kami Andrews, Mary Anne, Lanny Barbie, Georgia Peach, Tiffany Rayne, Terri Summers
- Ass Worship 9 (2006) : Mia Banggs, Eve Lawrence, Tory Lane, Naomi, Sandra Romain, Shyla Stylez, Velicity Von, Tyla Wynn
- Ass Worship 10 (2007) : Aubrey Adams, August Night, Julia Bond, Jenny Hendrix, Brianna Love, Annette Schwarz
- Ass Worship 11 (2009) : Lisa Ann, Jenny Hendrix, Phoenix Marie, Kristina Rose, Sara Sloane, Alexis Texas
- Ass Worship 12 (2010) : Jynx Maze, Asa Akira, Ava Rose, Angel Vain, Katie Summer, Amy Brooke, Mariah Milano
- Ass Worship 13 (2011) : Phoenix Marie, Jada Stevens, Jynx Maze, Kristina Rose, Kelly Divine, Krissy Lynn, Franceska Jaimes
- Ass Worship 14 (2012) : Remy LaCroix, A.J. Applegate, Jada Stevens, Mischa Brooks, Sheena Shaw, Rachel Starr
- Ass Worship 15 (2014) : Maddy O'Reilly, Kagney Linn Karter, Anikka Albrite, Jada Stevens, Kimmy Olsen, Ashley Fires
- Ass Worship 16 (2015) : Anikka Albrite, Mia Malkova, Gabriella Paltrova, Amirah Adara, Bella Bellz, Klara Gold

## Prix
- 2003 : AVN Award – Best Anal-Themed Series
- 2004 : AVN Award – Best Anal-Themed Series
- 2004 : AVN Award – Best Anal-Themed Feature – Ass Worship 4 – Jules Jordan/Evil Angel Productions
- 2005 : AVN Award – Best Anal-Themed Series
- 2006 : AVN Award – Best Anal-Themed Feature – Ass Worship 7 – Jules Jordan/Evil Angel Productions
- 2006 : AVN Award – Best Tease Performance – Katsuni – Ass Worship 7
- 2007 : XRCO Award – Best Gonzo Series
- 2008 : AVN Award – Best Anal-Themed Release – Ass Worship 10 – Jules Jordan/Evil Angel Productions
- 2010 : AVN Award – Best Anal-Themed Release – Ass Worship 11 – Jules Jordan/Evil Angel Productions
- 2015 : XBIZ Award  – Gonzo Release of The Year – Ass Worship 15

## Source de la traduction
- (de) Cet article est partiellement ou en totalité issu de l’article de Wikipédia en allemand intitulé « Ass Worship » (voir la liste des auteurs).